# مائوریتسیو گنز
مائوریتسیو گنز (ایتالیایی: Maurizio Ganz؛ زادهٔ ۱۳ اکتبر ۱۹۶۸) بازیکن فوتبال اهل ایتالیا بود.او هم اکنون سرمربی تیم بانوان آث.میلان است.

## باشگاهی
از باشگاه‌هایی که در آن بازی کرده‌است می‌توان به باشگاه فوتبال پرو ورچلی، باشگاه فوتبال آنکونا، باشگاه فوتبال فیورنتینا، باشگاه فوتبال سمپدوریا، باشگاه فوتبال آتالانتا، و باشگاه فوتبال لوگانو، باشگاه فوتبال برشا، باشگاه فوتبال اینتر میلان، باشگاه فوتبال آ.ث. میلان، باشگاه فوتبال پارما، باشگاه فوتبال ونتزیا، باشگاه فوتبال مودنا، باشگاه فوتبال مونزا، باشگاه فوتبال آتالانتا، و باشگاه فوتبال ونتزیا اشاره کرد.

## تیم ملی
وی همچنین در تیم ملی فوتبال Padania بازی کرده‌است.